# Hugh Nibley
Hugh Nibley é um estudioso, membro de A Igreja de Jesus Cristo dos Santos dos Últimos Dias. Seus trabalhos de pesquisa especialmente sobre o Livro de Mórmon, denotam evidencias muito solidas a respeito da veracidade desta obra.